# Laura Kraut
Laura Kraut (Camden, 14 de novembro de 1965) é uma ginete de elite estadunidense, especialista em saltos, campeã olímpica. 

## Carreira
Kraut representou seu país nos Jogos Olímpicos de 2000, 2008 e 2020, na qual conquistou a medalha de ouro nos saltos por equipes em Pequim 2008, e a medalha de prata também por equipes em Tóquio 2020.